# Noe Zhordania
Noe Zhordania (in georgiano ნოე ჟორდანია?; in russo Ной Николаевич Жордания?, Noj Nikolaevič Žordanija; Lanchkhuti, 14 gennaio 1868 – Parigi, 11 gennaio 1953) è stato un politico e rivoluzionario georgiano.

## Biografia
Ha svolto un ruolo eminente nel movimento rivoluzionario socialista dell'Impero russo e successivamente ha presieduto il governo della Repubblica Democratica di Georgia dal 24 luglio 1918 al 18 marzo 1921, quando l'invasione dell'esercito russo bolscevico della Georgia lo ha costretto all'esilio in Francia.
Lì Zhordania guidò il governo in esilio fino alla sua morte nel 1953.
Noe Zhordania oggi viene considerato la personalità più importante del periodo della creazione e istituzione della Repubblica Georgiana del 26 maggio 1918, celebrata nel Giorno dell'indipendenza della Georgia.